# Estado de Cai
Cai (chino simplificado: 蔡国, chino tradicional: 蔡國, pinyin: Càiguó; Wade-Giles: Ts'ai Kuo; Antiguo chino:  *s.r̥ˁat-s kʷˁək) era un antiguo Estado chino establecido al inicio de la dinastía Zhou, el aumento a la fama durante el período de Primaveras y Otoños, y destruido a principios del período de los Reinos Combatientes.

## Historia
Después de su derrocamiento Shang del rey Zhou de Shang, rey Wu de Zhou concedió títulos y territorios a sus hermanos menores. El quinto hermano, Cai Shu Du, fue feudo en la actual Shangcai (lit. "Alto Cai") en Henan. Durante la Rebelión de los tres guardias, intentó usurpar el duque Zhou la posición como regente del joven rey y su derrota significó su deposición y exilio.
El hijo de Cai Shu Du, Ji Hu, Sin embargo, resultó ser un leal y embajador capaz de Cheng y el duque de Zhou, y lo recompensaron con el restablecimiento del territorio y el título de su padre, que fue capaz de transmitir a su propio hijo, Ji Huang.
Como la nobleza china en desarrolló, Cai se consideró inicialmente un condado y luego elevado a una marca; nunca se logró, sin embargo, para convertirse en un ducado o reino por derecho propio. Invasiones de Chu durante el Período de Primaveras y Otoños reubicado varias veces en Cai, primero en Xincai (lit. "Nueva Cai") en el 531 a. C. y más tarde a Xiacai (lit. "Baja Cai") en la actual Fengtai en Anhui. En 447 a. C., el rey de Hui de Chu conquistó Cai por completo, pero permitió a los marqueses de asentarse cerca de Changde en Hunan y establecer un estado grupa llamado Gaocai (lit. "Gran Cai"). Esta fue destruida 80 años después.

## Legado
Con la difusión de los apellidos de todos los chinos durante la dinastía Qin, mucha gente del antiguo estado tomaron el apellido Cai en la memoria de su antiguo hogar.
Estos antiguos súbditos han llevado a cabo dos grandes migraciones. Durante la Rebelión de Huang Chao contra la dinastía Tang en el año 875, el clan Cai se trasladó a Guangdong y Fujian. Una migración más tarde se produjo cuando los Ming leales a Koxinga trasladó a muchos oficiales Cai a Taiwán en el siglo XVII.

## Gobernantes
Los gobernantes de Cai fueron todos descendientes de los Zhou imperial, la familia Ji -después de los tres primeros- con rango de marqués (侯, hóu) aunque el segundo uso el de conde (伯, bó).
| Título                | Nombre de pila  | Reinado         | Relación |
| --------------------- | --------------- | --------------- | -------- |
|                       | Shu Du de Cai   |                 |          |
|                       | Zhong Hu de Cai |                 |          |
|                       | Huang de Cai    |                 |          |
| Marqués Gōng de Cai   | Ji              |                 |          |
| Marqués Li de Cai     | Ji              |                 |          |
| Marqués Wu de Cai     | Ji              | 863 – 837 a. C. |          |
| Marqués Yi de Cai     | Ji              | 837 – 809 a. C. |          |
| Marqués Xi de Cai     |                 | 809 – 761 a. C. |          |
| Marqués Gòng de Cai   | Ji Xīng         | 761 – 760 a. C. |          |
| Marqués Dai de Cai    |                 | 759 – 750 a. C. |          |
| Marqués Xuan de Cai   | Ji Cuòfu        | 749 – 715 a. C. |          |
| Marqués Huan de Cai   | Jī Fēngrén      | 714 – 695 a. C. |          |
| Marqués Ai de Cai     | Jī Xiànwǔ       | 694 – 675 a. C. |          |
| Marqués Mu de Cai     | Jī Xiànwǔ       | 674 – 646 a. C. |          |
| Marqués Zhuang de Cai | Jī Jiǎwǔ        | 645 – 612 a. C. |          |
| Marqués Wen de Cai    | Jī Shēn         | 611 – 592 a. C. |          |
| Marqués Jing de Cai   | Jī Gù           | 543 – 543 a. C. |          |
| Marqués Ling de Cai   | Jī Bān          | 542 – 531 a. C. |          |
| Marqués Ping de Cai   | Jī Lú           | 530 – 522 a. C. |          |
| Marqués Dao de Cai    | Jī Dōngguó      | 521 – 519 a. C. |          |
| Marqués Zhao de Cai   | Jī Shēn         | 518 – 491 a. C. |          |
| Marqués Cheng de Cai  | Jī Shuò         | 490 – 472 a. C. |          |
| Marqués Sheng de Cai  | Jī Chuǎn        | 471 – 457 a. C. |          |
| Marqués Yuan de Cai   |                 | 456 – 451 a. C. |          |
| Marqués Qi de Cai     | Jī Qí           | 450 – 447 a. C. |          |